# Chance the Rapper
Chance the Rapper, pseudonimo di Chancelor Jonathan Bennett (Chicago, 16 aprile 1993), è un rapper e produttore discografico statunitense.
Chance the Rapper ha pubblicato il suo mixtape di debutto 10 Day nel 2012. Ha iniziato a ottenere il riconoscimento mainstream nel 2013 dopo aver rilasciato il suo secondo mixtape, Acid Rap, che ha ottenuto elogi dalla critica. Ha quindi pubblicato il suo terzo mixtape, Coloring Book, nel 2016, che ha raccolto ulteriori consensi e attenzioni critiche. Gli è valso tre Grammy Awards, incluso il premio per il miglior album rap; dopo aver vinto, è diventato il primo album in streaming a vincere un Grammy Award e ha raggiunto il numero otto nella Billboard 200. Il suo album di debutto in studio The Big Day è stato rilasciato il 26 luglio 2019.
Accanto alla sua carriera da solista, Chance the Rapper è un membro del collettivo di Chicago Savemoney, ed è il cantante della band Social Experiment; hanno pubblicato l'album Surf nel maggio 2015, guidati dal trombettista Nico Segal. È anche coinvolto nell'attivismo sociale nella comunità di Chicago dove risiede.

## Biografia
Chancelor Jonathan Bennett è nato a Chicago, nell'Illinois. Suo padre, Ken Williams-Bennett, era un aiutante del sindaco di Chicago Harold Washington e dell'allora senatore Barack Obama. Sua madre, Lisa Bennett, ha lavorato per il procuratore generale dell'Illinois. Bennett è cresciuto nel quartiere borghese di West Chatham, nel South Side di Chicago. Quando Bennett aveva sedici anni, suo padre iniziò a lavorare nel Dipartimento del Lavoro durante il primo mandato del presidente Barack Obama. Bennett ha incontrato personalmente il presidente Obama in gioventù e ha discusso delle sue aspirazioni di essere un rapper. Bennett inizialmente si sarebbe trasferito a Washington, DC, dopo la vittoria di Obama alle elezioni presidenziali del 2008, anche se alla fine quei piani fallirono. Bennett ha frequentato la Jones College Prep High School, dove era membro della Jewish Student Union.
L'interesse di Bennett per la musica è iniziato con Michael Jackson, che ha ascoltato in esclusiva su cassette fino alla quinta elementare. Crescendo, i genitori di Bennett suonavano costantemente musica, tra cui Billie Holiday, Sam Cooke e altri artisti nei generi jazz e gospel. Bennett ha iniziato ad ascoltare hip-hop dopo aver ascoltato alla radio "Through the Wire" di Kanye West mentre camminava attraverso Hyde Park, Chicago. Dopo aver scoperto che la canzone era sull'album di debutto di West The College Dropout, Bennett acquistò l'album, rendendolo il primo album hip-hop che Bennett ascoltò. Bennett e West si sono incontrati nell'agosto 2014 al Bonnaroo Music Festival per la prima volta.

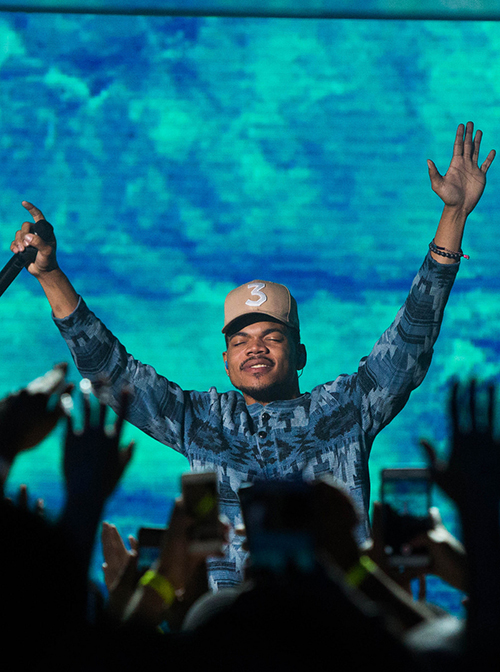
Chance the Rapper nel 2017

Tra il 2012 ed il 2013 ha collaborato tra gli altri con Action Bronson, James Blake e Justin Bieber (per il singolo Confident).
Ha avuto successo a partire dall'aprile 2013 con la pubblicazione del suo secondo mixtape Acid Rap. In questo lavoro collaborano Chicago Kid, Vic Mensa, Twista, Childish Gambino, Ab-Soul e altri artisti.
Nel maggio 2015 è uscito un disco intitolato Surf pubblicato a nome The Social Experiment insieme a Donnie Trumpet. Sempre nel 2015 ha inciso un mixtape collaborativo con Lil B the Based God.
Nel corso della sua carriera ha collaborato anche con Lil Wayne (in Dedication 5), Skrillex (in Recess), Madonna (in Iconic dall'album Rebel Heart) e altri.
Nel 2016 pubblica il mixtape Coloring Book.
Il 12 febbraio 2017 riceve tre Grammy Awards, miglior artista esordiente, miglior album rap per Coloring Book e miglior interpretazione rap per No Problem con Lil Wayne e 2 Chainz.

## Stile musicale
Bennett ha dichiarato nelle interviste con XXL e Complex che Kanye West, James Brown, MC Hammer, Prince, Lupe Fiasco, Common, Young Thug, Lil Wayne, Esham, Eminem, Souls of Mischief e Freestyle Fellowship lo hanno influenzato. Interrogato sulle influenze del Vangelo nella sua musica, ha anche affermato che Kirk Franklin è uno dei suoi artisti preferiti e il suo compositore preferito.
La musica di Bennett è stata descritta come versatile ed edificante. La sua musica contiene generalmente melodie ispirate al jazz e influenze gospel. I testi di Bennett di solito hanno riferimenti alla teologia cristiana, le sue lotte con la fede e alla sua educazione. A volte incorpora i cori nella sua musica per tentare di massimizzare le sfumature evangeliche. Sharde 'Chapman di HuffPost ha descritto i testi di Bennett come "creativi" e "colorati".
Bennett spesso canta canzoni tradizionali e possiede una voce tenorile leggera-lirica con un'ampia gamma vocale che si estende su tre ottave.

### Moda

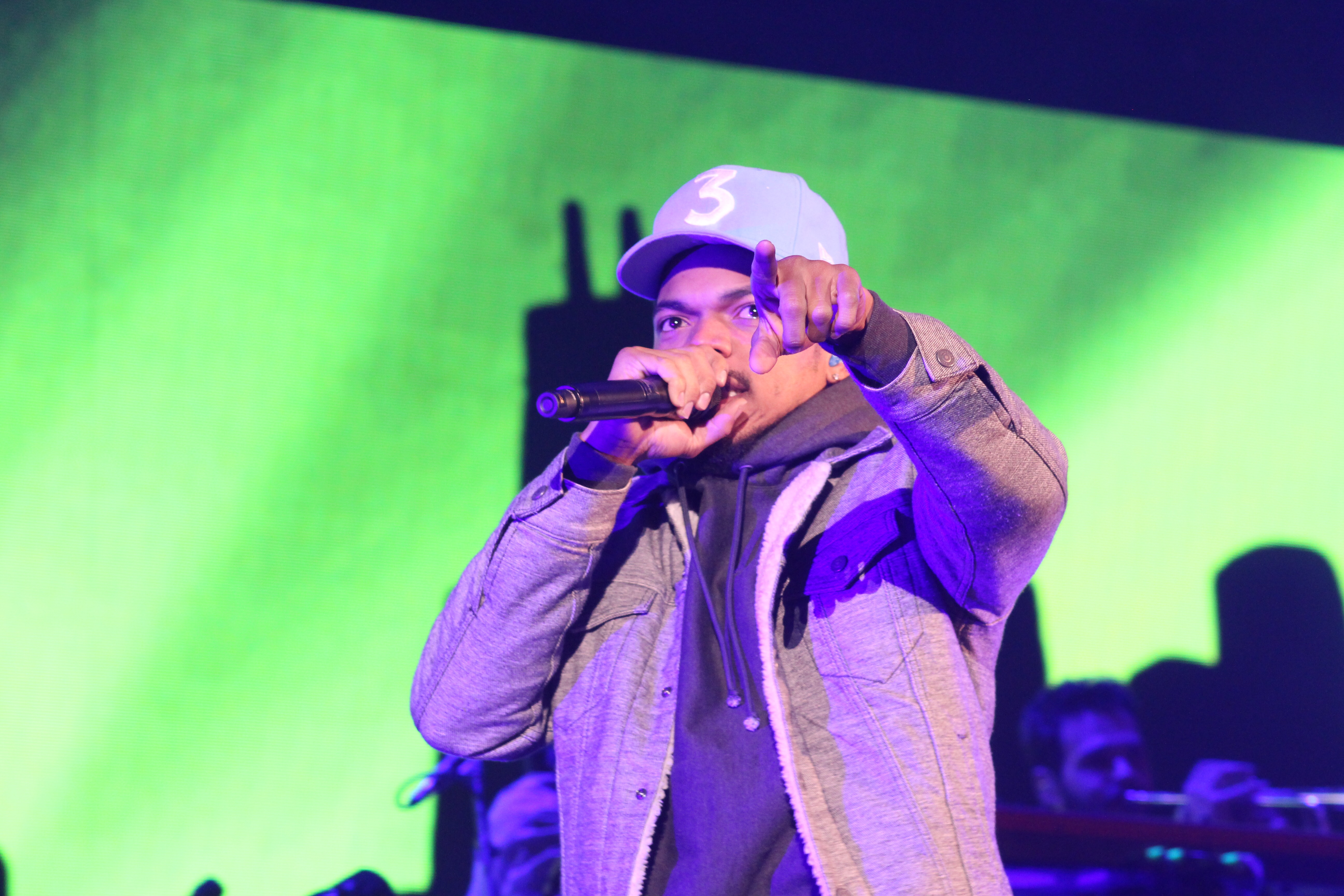
Chance the Rapper in Colorado

Lo stile di moda di Bennett è una parte importante della sua immagine pubblica e si è interessato al settore. Bennett ha disegnato cappelli per i Chicago White Sox . L'Hollywood Reporter ha dichiarato che Bennett sta "ridefinendo la moda" con il suo stile di indossare generalmente tute e contestare le tradizionali norme della moda hip hop. Bennett indossava un abito che doveva imitare Michael Jackson ai BET Awards 2017 . Bennett è stato visto indossare abiti Thom Browne ai Grammy del 2017.

## Vita privata
Bennett vive nella sua città natale, Chicago, nell'Illinois. Una volta condivise una casa a North Hollywood con James Blake. Descrivendo il suo periodo a North Hollywood, Chance lo definì "empio". Dopo essersi diplomato al liceo, ha frequentato un college comunitario per una settimana prima di uscire. Bennett ha preso numerose droghe ricreative durante la sua vita, tra cui LSD e Xanax, ma da allora si è allontanato da loro.

### Famiglia
Anche suo fratello minore, Taylor Bennett, è un rapper. Entrambi hanno iniziato a rappare allo stesso tempo e hanno uno stile simile che trae ispirazione anche dal nativo di Chicago Kanye West.
Nel luglio 2015, Bennett ha annunciato di aspettare il primo figlio con la sua ragazza Kirsten Corley, con la quale ha iniziato ad uscire nel 2013.  Nel settembre 2015, Corley ha dato alla luce la loro figlia, Kensli. Kensli è stata tenuta fuori dai social media fino al 31 dicembre 2016, quando Bennett ha pubblicato una sua prima foto su Instagram. Nel maggio 2016, dopo aver smesso di vivere insieme, Corley chiese presso il tribunale di Chicago una dichiarazione giudiziale di paternità di Bennett, per ottenere il mantenimento della figlia.
Nel febbraio 2017, la causa del sostegno per i figli di Bennett è stata riaperta nel tentativo di elaborare termini di mantenimento dei figli e un piano di parenting mentre Bennett e Corley si trasferivano in residenze separate. Il Chicago Sun-Times ha pubblicato un articolo su una disputa tra i due nel marzo 2017. Bennett ha risposto all'articolo dicendo: "Sicuramente fai tutti i tuoi lavori e smetti di preoccuparti di quanto sia buona la mia famiglia. Solo un promemoria amichevole. Non permettere a nessuno di mettersi tra te e la tua famiglia. " Il 21 marzo 2017, la controversia è stata risolta in via extragiudiziale. Il 4 luglio 2018, Bennett si fidanzò ufficialmente con Corley, la sua ragazza da 5 anni. I due si sono poi sposati il 9 marzo 2019.
Bennett ha dichiarato che passa gran parte del suo tempo libero con la figlia portandola spesso in gita tra queste inclusa una partita dei Chicago Bulls.

### Attivismo e politica
Bennett è un elettore indipendente che si appoggia a sinistra. Suo padre lavorò per Barack Obama come incaricato presidenziale e come aiutante. Suo padre ha anche lavorato alla campagna presidenziale di Barack Obama nel 2008  ed è un aiutante di Rahm Emanuel . Nonostante i legami della sua famiglia con il Partito Democratico, Bennett è un elettore indipendente, sebbene abbia una storia di sostegno ai Democratici.  Bennett si offrì volontario con la campagna di rielezione di Barack Obama tramite phonebanking al Hyde Park, Chicago e ha tenuto discorsi presso l'Institute of Politics dell'Università di Chicago.
Nell'ottobre 2018, Bennett ha approvato Amara Enyia nelle elezioni per il sindaco del 2019 a Chicago.

## Discografia

### Album in studio
- 2019 – The Big Day

### Mixtape
- 2012 – 10 Day
- 2013 – Acid Rap
- 2015 – Surf (con Donnie Trumpet & The Social Experiment)
- 2015 – Free Based Freestyles Mixtape (con Lil B the Based God)
- 2016 – Coloring Book

### Singoli
- 2015 – Angels (featuring Saba)
- 2015 – Somewhere in Paradise (featuring Jeremih e R. Kelly)
- 2016 – No Problem (featuring Lil Wayne e 2 Chainz)
- 2016 – Summer Friends (featuring Jeremih e Francis and the Lights)
- 2018 – I Might Need Security
- 2018 – Work Out
- 2018 – 65th & Ingleside
- 2018 – Wala Cam (featuring Supa Bwe)

### Singoli in collaborazione
- 2012 – Three Course Meal (Probcause feat. Action Bronson e Chance the Rapper)
- 2013 – Life Round Here (James Blake feat. Chance the Rapper)
- 2013 – Confident (Justin Bieber feat. Chance the Rapper)
- 2015 – Baby Blue (Action Bronson feat. Chance the Rapper)
- 2015 – Church (BJ the Chicago Kid feat. Chance the Rapper)
- 2015 – All My Friends (Snakehips feat. Tinashe e Chance the Rapper)
- 2015 – Iconic (Madonna feat. Chance the Rapper & Mike Tyson)
- 2016 – Show Me Love (Skrillex Remix) (Hundred Waters feat. Chance The Rapper, Moses Sumney e Robin Hannibal)
- 2016 – Penthouse Floor (John Legend feat. Chance The Rapper)
- 2017 – I'm the One (DJ Khaled feat. Justin Bieber, Quavo, Chance the Rapper e Lil Wayne)
- 2018 – No Brainer (DJ Khaled feat.Justin Bieber, Chance the Rapper e Quavo)
- 2018 – What's The Hook (Reeseynem feat. Chance The Rapper)
- 2019 – Cross Me (Ed Sheeran feat. Chance the Rapper e PnB Rock)
- 2020 – Baby Mama (Brandy feat. Chance the Rapper)
- 2020 – Holy (Justin Bieber feat. Chance the Rapper)

## Filmografia
- Black Dynamite – serie animata, episodio 2x04 (2014)
- Il re leone (The Lion King), regia di Jon Favreau (2019)
- Trolls World Tour, regia di Walt Dohrn (2020)

## Tour dei concerti
- Magnificent Coloring World Tour (2016)
- Be Encouraged Tour (2017)
- Asia Run Tour (2018)